# Torymus pseudotsugae
Torymus pseudotsugae is een vliesvleugelig insect uit de familie Torymidae. De wetenschappelijke naam is voor het eerst geldig gepubliceerd in 2004 door Hobbs.